# Mestre Camisa
Mestre Camisa, de son vrai nom José Tadeu Cardoso, est un capoeiriste brésilien.

## Biographie
Né en 1956 à Jacobina, à Bahia dans une famille de cinq capoeiristes, il a commencé la Capoeira dans les années 60 avec son grand frère aîné, Camisa Roxa.
Il a ensuite déménagé à Salvador, pour vivre dans le quartier de Lapinha, où il a continué à pratiquer la capoeira dans les rodas de rue, principalement dans celles des Mestres Waldemar et Traíra, à la Rue Pero Vaz. Plus tard, il partit s’entraîner dans l'académie de Mestre Bimba, où il s'est formé.
Il a fait le tour de tout le Brésil en faisant des démonstrations de capoeira dans l'équipe de son frère, Camisa Roxa. En 1972, à 16 ans, il décide de vivre à Rio et commence à donner des leçons dans des académies.
À Rio de Janeiro, Camisa s'est consacré à la recherche dans la Capoeira et a développé sa propre méthode d'enseignement, en suivant les concepts de Mestre Bimba.
Il devient alors membre du Groupe Senzala dans lequel il sera formé Mestre ce après quoi il le quittera en raison de certains désaccords avec les Mestres du Groupe.
Le 14 janvier 1989 à Rio de Janeiro, Mestre Boneco, Mestre Paulinho Sabià, Mestre Paulão, alors élèves de Mestre Camisa qui décidèrent de ne pas suivre Mestre Camisa, créent le Groupe de Capoeira Brasil.
En 1988, Camisa crée le groupe Abadá-Capoeira, aujourd'hui présent dans tous les états brésiliens et dans plus de 28 pays du monde, et qui regroupe plus de 40 000 capoeiristes.
Mestre Camisa a toujours donné l’accent à la professionnalisation de la Capoeira, depuis son premier emploi jusqu'à aujourd'hui. Il survit en faisant ce qu’il aime le plus : enseigner la capoeira.
Mestre Camisa développe aussi un travail d'aide aux projets d'entités qui ont comme fondement, renverser la situation de misère et l'abandon dans les communautés défavorisées. Dans son association, il y a des professionnels chargés de travailler dans des écoles publiques et privées, universités, clubs, académies, condominiums et quartiers défavorisés.
Mestre Camisa utilise le caractère ludique de la Capoeira par lequel l'élève découvre ses aptitudes, tant physiques qu'intellectuelles. Il apprend à chanter, à jouer des instruments et enseigne un vrai style de vie, où la ruse est une façon d’affronter les difficultés de la vie de manière saine.
Le samedi 15 septembre 2012, la Société Mon Logis (Troyes-France)inaugure une Résidence à Romilly sur Seine(Fr)qui porte son Nom(Résidence Mestre Camisa). Le but de cette Inauguration est de promouvoir la Capoeira en France. À cette occasion 200 Capoeiristes du monde entier étaient présents. 
Mestre Camisa est considéré comme l'un des capoeiristes les plus techniques du monde. (Le Pelé de la Capoeira).